# 三和郵便局 (茨城県)
三和郵便局（さんわゆうびんきょく）は茨城県古河市にある郵便局。民営化前の分類では集配普通郵便局であった。

## 概要
住所：〒306-0199 茨城県古河市仁連1914

### 分室
分室はなし。過去に存在した分室は以下のとおり。
- 保険分室 - 廃止年月日不詳。簡易生命保険および郵便年金のみ取扱。

## 沿革
- 1872年8月27日（明治5年7月24日） - 諸川（もろかわ）郵便取扱所として開設[1]。
- 1875年（明治8年）1月1日 - 諸川郵便局（五等）となる。
- 1885年（明治18年）10月1日 - 貯金取扱を開始。
- 1890年（明治23年）10月16日 - 為替取扱を開始。
- 1949年（昭和24年）11月1日 - 保険分室を設置[2]。
- 1968年（昭和43年）5月21日 - 岡郷郵便局から和文電報配達業務の一部[3]を移管。
- 1972年（昭和47年）3月24日 - 電話交換業務を古河電報電話局に移管。
- 1993年（平成5年）4月12日 - 猿島郡三和町諸川から同町仁連に移転するとともに、三和郵便局に改称。
- 1993年（平成5年）8月1日 - 特定郵便局から普通郵便局に局種別改定。
- 2000年（平成12年）8月14日 - 外国通貨の両替および旅行小切手の売買に関する業務取扱を開始。
- 2007年（平成19年）10月1日 - 民営化に伴い、併設された郵便事業三和支店に一部業務を移管。
- 2012年（平成24年）10月1日 - 日本郵便株式会社発足に伴い、郵便事業三和支店を三和郵便局に統合。

## 取扱内容
- 郵便、印紙、ゆうパック、内容証明
- 貯金、為替、振替、振込、国際送金、国債、投資信託
- 生命保険、バイク自賠責保険、自動車保険
- ゆうちょ銀行ATM
- 古河市内の一部地域（旧三和町域：〒306-01xx）の集配業務
- ゆうゆう窓口

## 周辺
- 古河市役所 三和庁舎
- 三和図書館資料館（燦SUN館）
- 三和健康ふれあいスポーツセンター
- 国道125号

## アクセス
- 茨急バス 諸川新町停留所下車
- 駐車場あり：33台